# Diamond Games
Diamond Games – kobiecy turniej tenisowy kategorii WTA Premier Series rangi WTA Premier zaliczany do cyklu WTA Tour, rozgrywany na kortach twardych w hali w latach 1999–2008 i ponownie w sezonie 2015 w Antwerpii. Ostatnim dyrektorem turnieju była jego trzykrotna zwyciężczyni Kim Clijsters (w 2004 w singlu oraz w 2000 i 2003 w deblu).
Siedem razy reprezentantka gospodarzy grała w finale gry pojedynczej. Jako pierwsza uczyniła to, już w pierwszej edycji, szesnastoletnia Justine Henin w sezonie 1999. Pokonała wówczas Sarah Pitkowski i zdobyła pierwszy tytuł w profesjonalnej karierze.
Tenisistka, która wygrała trzy razy ten turniej w ciągu pięciu lat, otrzymała Diamentową Rakietę. Pierwszą zawodniczką, która miała szansę otrzymać Diamentową Rakietę, była Venus Williams. Warunkiem jej otrzymania było zwycięstwo w edycji 2006, jednak Amerykanka nie wystartowała w imprezie. Jedyną zawodniczką, która zdobyła nagrodę, była Amélie Mauresmo, triumfatorka turnieju w latach 2005–2007.

## Historia nazwy turnieju
| Rok  | Rok  | Nazwa                            |
|      | 1999 | Flanders Women's Open            |
|      | 2000 | Mexx Sport Benelux Open          |
|      | 2001 | TennisCup Vlaanderen             |
| 2002 | 2008 | Proximus Diamond Games           |
|      | 2015 | BNP Paribas Fortis Diamond Games |

## Mecze finałowe

### Gra pojedyncza
| Rok  | Mistrzyni       | Finalistka              | Wynik         |
| 2015 | Andrea Petković | Carla Suárez Navarro    | walkower      |
| 2008 | Justine Henin   | Karin Knapp             | 6:3, 6:3      |
| 2007 | Amélie Mauresmo | Kim Clijsters           | 6:4, 7:6(5)   |
| 2006 | Amélie Mauresmo | Kim Clijsters           | 3:6, 6:3, 6:3 |
| 2005 | Amélie Mauresmo | Venus Williams          | 4:6, 7:5, 6:4 |
| 2004 | Kim Clijsters   | Silvia Farina Elia      | 6:3, 6:0      |
| 2003 | Venus Williams  | Kim Clijsters           | 6:2, 6:4      |
| 2002 | Venus Williams  | Justine Henin           | 6:3, 5:7, 6:3 |
| 2001 | Barbara Rittner | Klára Koukalová         | 6:3, 6:2      |
| 2000 | Amanda Coetzer  | Cristina Torrens Valero | 4:6, 6:2, 6:3 |
| 1999 | Justine Henin   | Sarah Pitkowski         | 6:1, 6:2      |

### Gra podwójna
| Rok  | Mistrzynie                                     | Finalistki                            | Wynik            |
| 2015 | Anabel Medina Garrigues Arantxa Parra Santonja | An-Sophie Mestach Alison Van Uytvanck | 6:4, 3:6, 10–5   |
| 2008 | Cara Black Liezel Huber                        | Květa Peschke Ai Sugiyama             | 6:1, 6:3         |
| 2007 | Cara Black Liezel Huber                        | Jelena Lichowcewa Jelena Wiesnina     | 7:5, 4;6, 6:1    |
| 2006 | Dinara Safina Katarina Srebotnik               | Stéphanie Foretz Michaëlla Krajicek   | 6:1, 6:1         |
| 2005 | Cara Black Els Callens                         | Anabel Medina Garrigues Dinara Safina | 3:6, 6:4, 6:4    |
| 2004 | Cara Black Els Callens                         | Myriam Casanova Eleni Daniilidu       | 6:2, 6:1         |
| 2003 | Kim Clijsters Ai Sugiyama                      | Nathalie Dechy Émilie Loit            | 6:2, 6:0         |
| 2002 | Magdalena Maleewa Patty Schnyder               | Nathalie Dechy Meilen Tu              | 6:3, 6:7(3), 6:3 |
| 2001 | Els Callens Virginia Ruano Pascual             | Kristie Boogert Miriam Oremans        | 6:3, 3:6, 6:4    |
| 2000 | Sabine Appelmans Kim Clijsters                 | Jennifer Hopkins Petra Rampre         | 6:1, 6:1         |
| 1999 | Laura Golarsa Katarina Srebotnik               | Louise Pleming Meghann Shaughnessy    | 6:4, 6:2         |